# Валтарий Аквитански
Валтарий Аквитански (на латински: Waltharius Aquitanus; на немски: Walther von Aquitanien) е легендарен крал на вестготите, фигура от средновековната немска Сага.
Бургундският крал Гунтер се бие с Валтарий и загубва двата си крака, Хаген загубва едното си око и шест зъба, а Валтарий загубва дясната си ръка.
Екехард I († 973), монах в манастир Санкт Гален през 10 век, пише епос за „Валтарий“ (Waltharius) и Хилдегунда. През 11 век епосът му е обработен от Екехард IV († сл. 1057) и през 1838 г. Якоб Грим го издава за пръв път.